# Mary Seacole

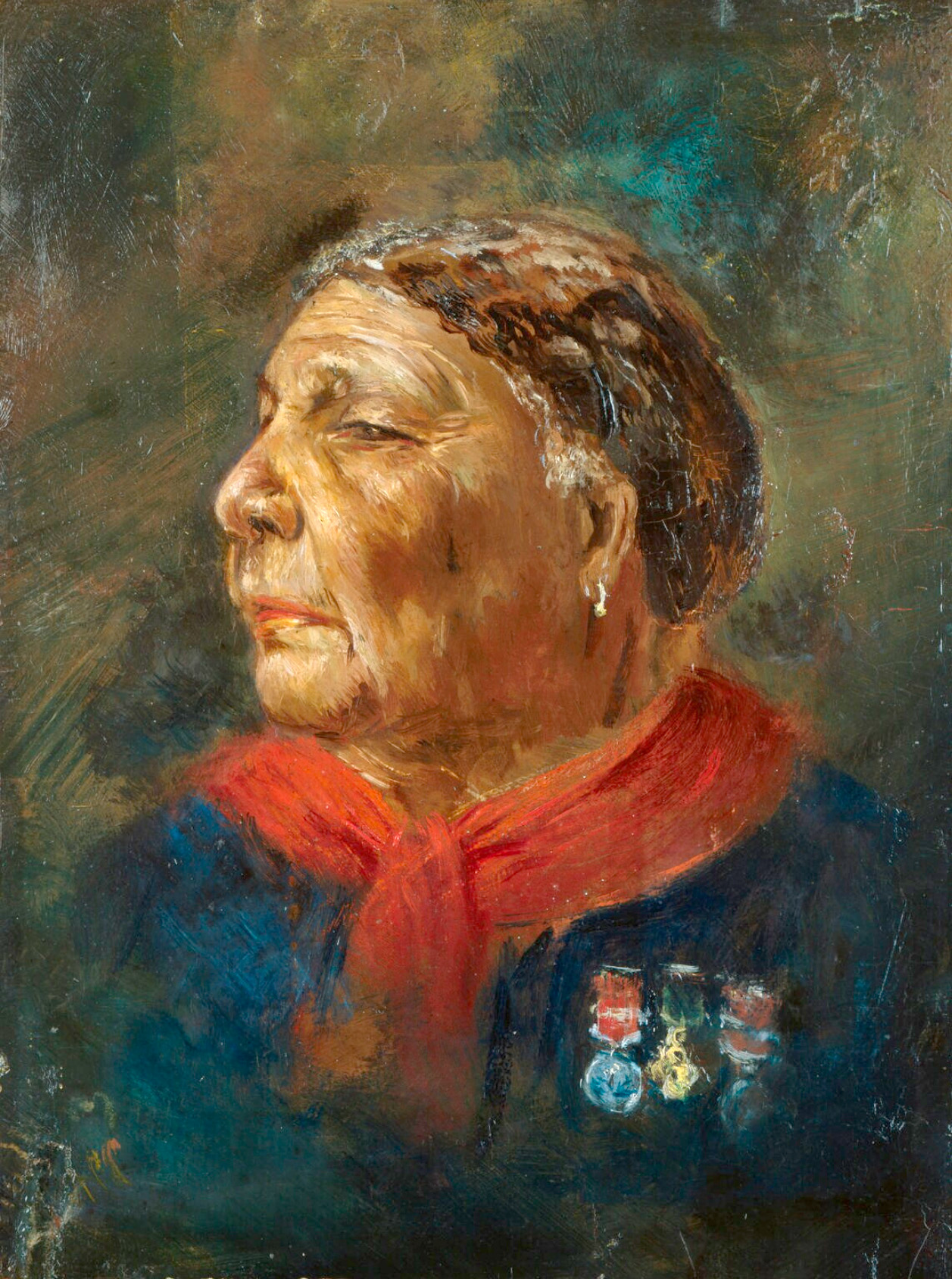
Portret van Mary Seacole, geschilderd door Albert Charles Gallen.

Mary Jane Seacole (Kingston, 1805 - Londen, 14 mei 1881) was een Jamaicaans verpleegkundige en zakenvrouw tijdens de Krimoorlog.

## Biografie

### Leven in de Caraïben
Mary Jane Seacole werd in Kingston geboren als de dochter van de Schotse militair James Grant en een vrije Jamaicaanse vrouw. Haar moeder was een genezeres die bekend was met de Caribische en Afrikaanse geneesmethodes. Van haar moeder leerde ze dan ook het vak van verplegen. In 1821 bracht ze haar eerste bezoek aan de stad Londen om na vier jaar pas weer terug te keren naar Jamaica waar ze weer aan de zijde van haar moeder ging werken. In 1836 huwde ze met Edwin Horatio Hamilton Seacole, volgens de biografe van Mary Seacole, Jane Robinson, was hij een onwettig kind van de Britse zeeheld Horatio Nelson.
In 1851 reisde Mary Seacole naar Panama, destijds deel van Nieuw-Granada, waar haar halfbroer woonde. Kort na haar aankomst werd de plaats waar haar broer woonde getroffen door een epidemie van cholera. Ze wist daar met veel succes de zieken te verplegen en keerde na een jaar terug naar Jamaica om vervolgens na twee jaar weer terug te keren naar Panama om haar zaken aldaar af te wikkelen. Voor haar vertrek hoorde ze het nieuws over de uitgebroken Krimoorlog en gaf zich op als vrijwilliger om daar als verpleegster te werken.

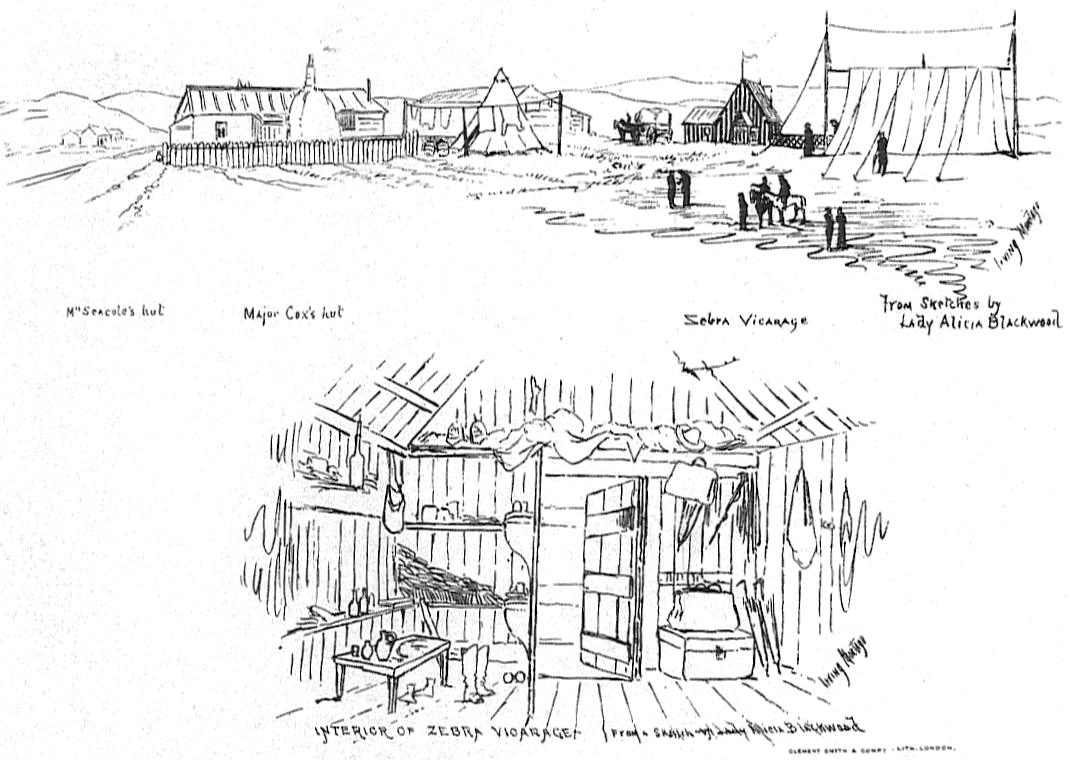
Schets van het British Hotel dat Seacole liet optrekken te Balaklava.

### Krimoorlog
Met behulp van haar eigen fondsen reisde ze af naar de Krim. In Londen vormde ze een partnerschap met Thomas Day, kocht aldaar benodigdheden en reisde met de Nederlandse stoomboot de Hollander naar Constantinopel. Tijdens een tussenstop op het eiland Malta ontmoette Seacole een dokter die net terugkwam van het front en deze schreef voor haar een aanbevelingsbrief voor Florence Nightingale. Ze reisde vervolgens door naar het Britse bruggenhoofd te Balaklava.
Met behulp van drijfhout en ijzeren platen bouwde ze te Kadykoj, op vijf kilometer afstand van Sebastopol, haar British Hotel, waar ze onderdak gaf aan herstellende soldaten. Ook trok ze er vaak op uit naar het front als marketentster om spullen aan de soldaten te verkopen. Ook na de val van Sebastopol ging ze verder met haar werkzaamheden. Toen de Vrede van Parijs in 1856 werd getekend en de troepen het schiereiland verlieten was Mary Seacole de laatste die de regio verliet. Ze had gedurende haar periode op de Krim veel van haar financiële middelen verbruikt.

### Latere leven
Na de oorlog keerde ze terug naar Londen waar ze in augustus 1856 failliet werd verklaard. Er werd vervolgens een fonds voor haar opgezet waarop velen doneerden. Ook werd er een groot festival in de Royal Surrey Gardens gehouden om geld op te halen. In 1860 bekeerde Mary Seacole zich tot het katholicisme en keerde ze terug naar Jamaica. Toen ze tien jaar later terugkeerde in de hoofdstad van het Britse Rijk waren er geruchten dat ze medische hulp wilde gaan verlenen aan het front van de Frans-Duitse Oorlog. In 1872 werd ze de persoonlijke masseuse van de prinses van Wales, Alexandra van Denemarken, die onder meer aan reuma leed. Seacole overleed in 1881 in haar woning aan apoplexie en werd begraven op het kerkhof van St Mary's Catholic Cemetery in Kensal Green.